# Economía de Pachuca de Soto

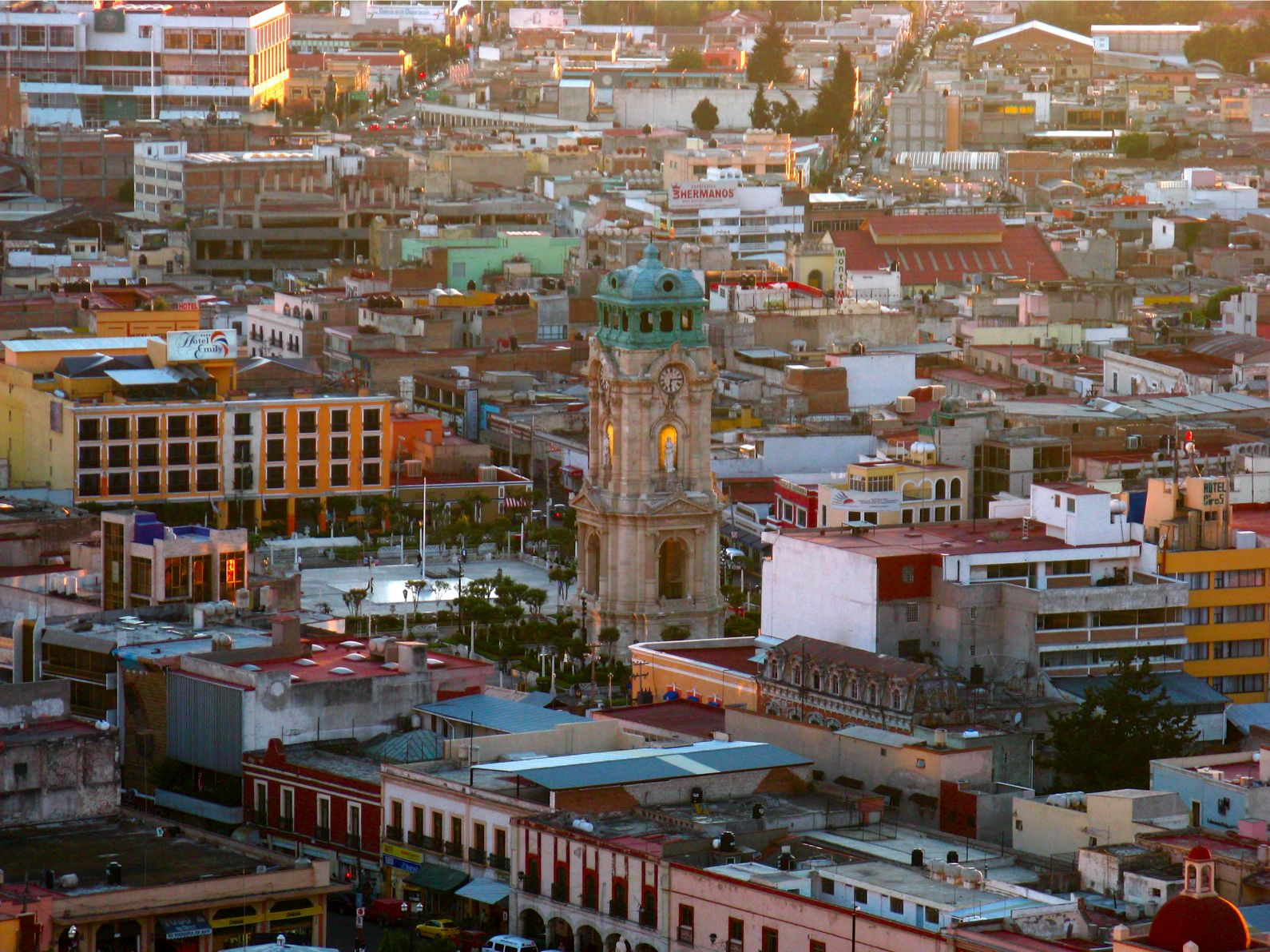
Vista panorámica del Centro Histórico de Pachuca de Soto.

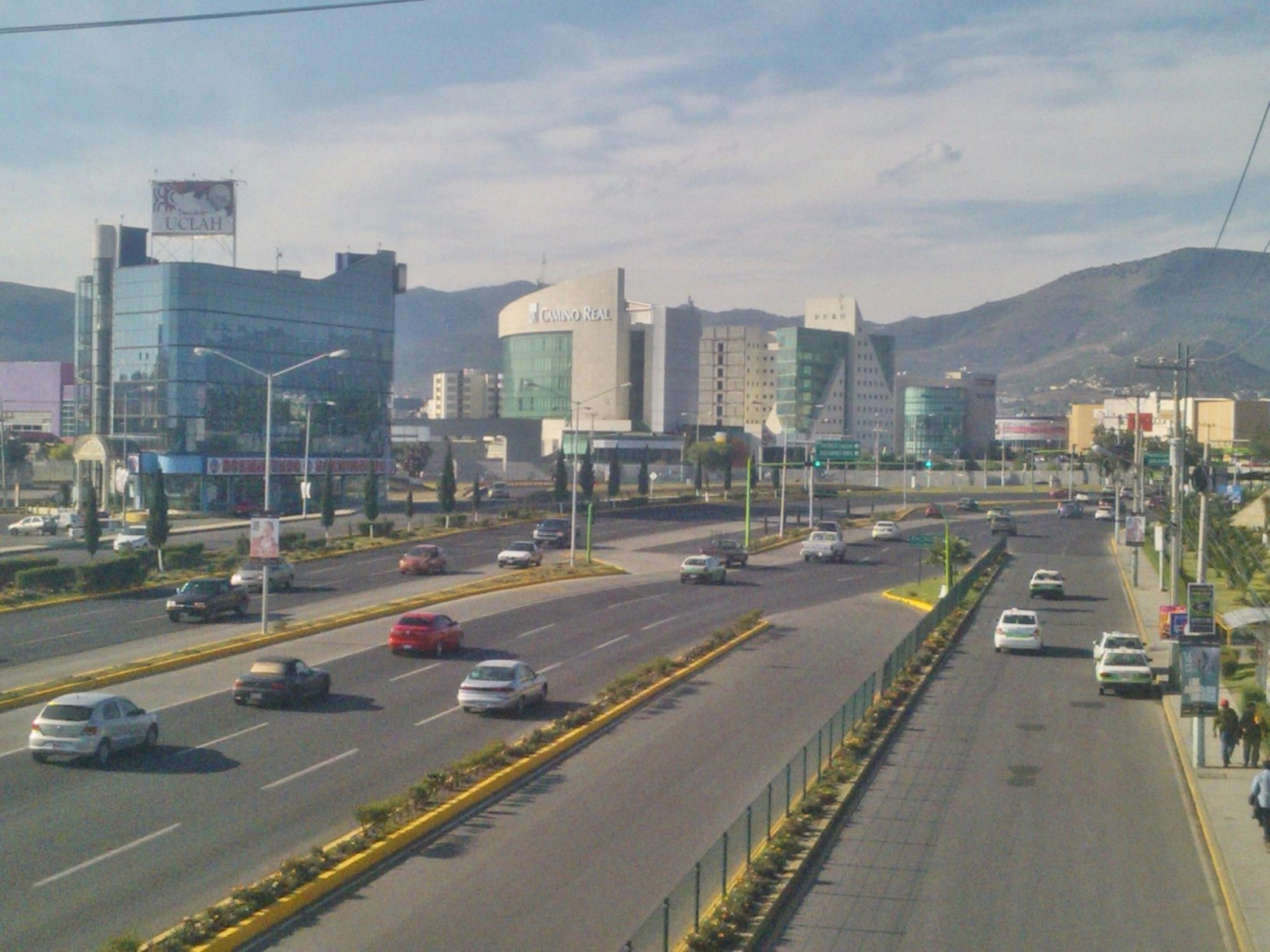
Panorama urbano de la Zona Plateada de Pachuca, de izquierda a darecha, Edificio del INEGI, Hotel Camino Real, Torre Prisma y Torre Bancomer.

Dentro de la economía de Pachuca de Soto, en 2010 el municipio presentó un IDH de 0.803 (Muy Alto), con estos datos ocupó el 2.° lugar entre los municipios del estado de Hidalgo por IDH; y se estima que aporta el 13.6 % del producto interno bruto estatal de Hidalgo.
La minería es una actividad con tradición en esta ciudad, ya que la ciudad de Pachuca de Soto formaba parte de uno de los centros mineros más importantes de la Nueva España, ya que es aquí donde, por primera vez, se utilizó el método de amalgamación para la obtención de la plata, conocido como beneficio de patio.

## Indicadores económicos

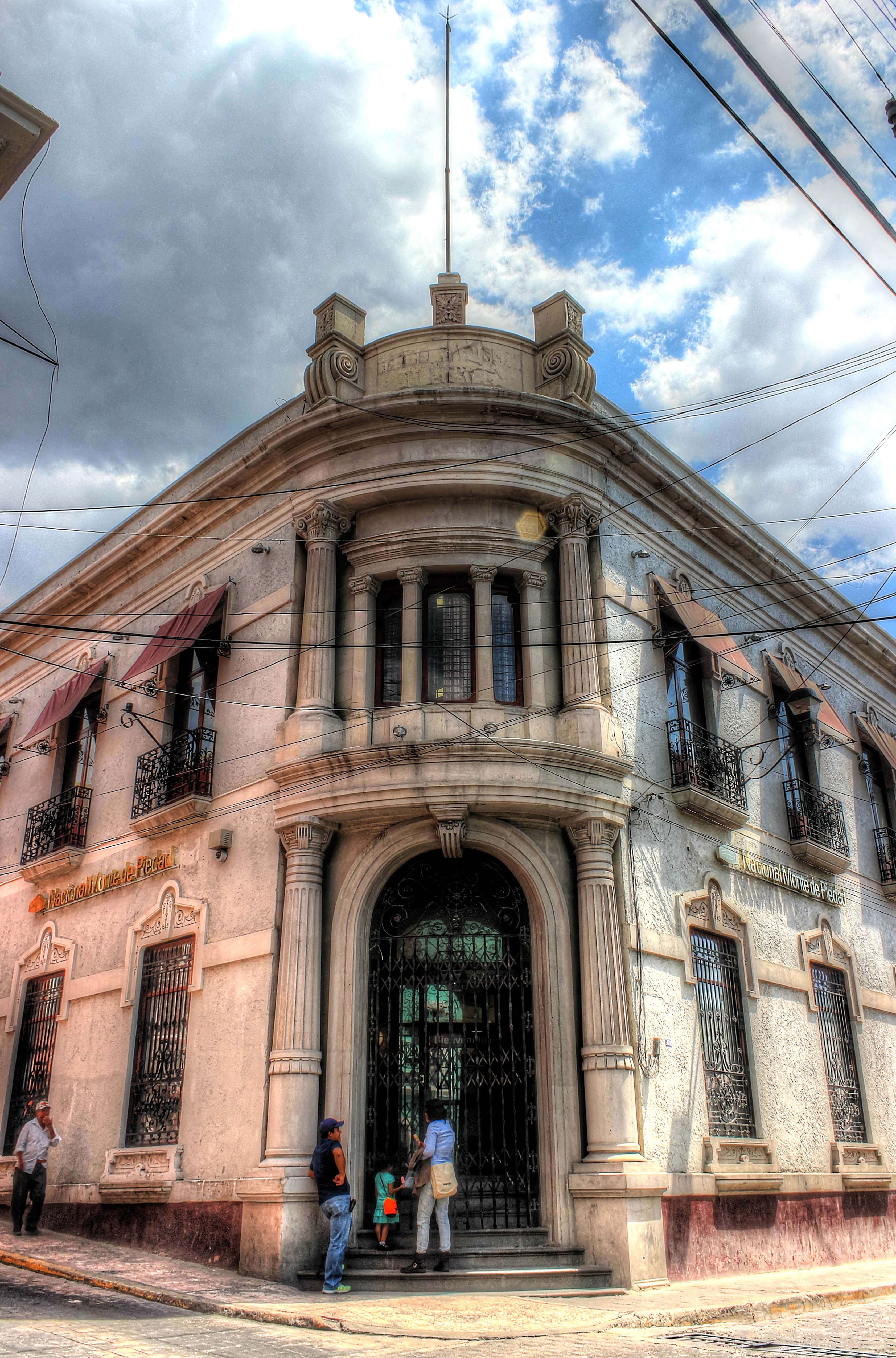
Sucursal 235 del Nacional Monte de Piedad en Pachuca. Pedro Romero de Terreros, fundó el Nacional Monte de Piedad con inversión de 300 mil pesos oro.

### Producto interno bruto (PIB)
No existe un cálculo del Producto interno bruto (PIB) y del PBI per cápita por municipio; sin embargo existen estimaciones de diferentes años:
- En 1998 se estimó en 1737 dólares mediante información sobre la producción bruta y sobre el valor agregado censal bruto;[7]
- En 2005 el Instituto Nacional para el Federalismo y el Desarrollo Municipal (INAFED) estimó un PIB (pesos a precios corrientes) de 4 514 215 963 dólares (31 943 852 364 pesos); y un ingreso per cápita (pesos a precios corrientes) de 16 381 dólares (115 916 pesos).[8]
- De acuerdo con los censos económicos de 2009, el total del PIB de Pachuca fue de 18 477.89 millones de pesos.[9]
- En 2012 el Instituto Mexicano para la Competitividad (IMCO), precisa que su ingreso per cápita llega a los 68 982 pesos por habitante.[10]

### Índice de desarrollo humano (IDH)
En el 2000 registro índice de desarrollo humano (IDH) de 0.8486 Alto, ocupando el primer lugar estatal; en 2005 registro un IDH de 0.9022 Alto, por lo que se ubica en el primer lugar estatal.  En 2010 después de un cambio en la  metodología, el municipio presentó un IDH de 0.803 (Muy Alto), con estos datos ocupó el 2.° lugar entre los municipios de Hidalgo por IDH, siendo superado por Mineral de la Reforma .
De acuerdo con el Informe anual sobre la situación de pobreza y rezago social, la localidad de Pachuca de Soto durante el año 2010 el índice de rezago social fue de: -1.49284 y el Índice de marginación de -1.42176, en ambos casos Muy Bajo. La localidad de San Miguel Cerezo tiene un índice de rezago social de: -0.97249 y el Índice de marginación de -0.99416, Muy Bajo y Medio respectivamente. La localidad de Santiago Tlapacoya tiene un índice de rezago social de: -1.18699 y el Índice de marginación de -1.18900, Muy Bajo y Bajo respectivamente. La localidad de El Huixmí  tiene un índice de rezago social de: -1.14426 y el Índice de marginación de -1.05554, Muy Bajo y Bajo respectivamente.

### Pobreza y marginación social
De acuerdo con el Consejo Nacional de Evaluación de la Política de Desarrollo Social (Coneval), el municipio registra un Índice de Marginación Muy Bajo. El 29,0 % de la población se encuentra en pobreza moderada y el 3,3 % se encuentra en pobreza extrema. En 2015, el municipio ocupó el lugar 2 de 84 municipios en la escala estatal de rezago social.
En el Padrón de Beneficiarios de la Secretaría de Desarrollo Social se contempla a cerca de 67 000 habitantes inscritos en diecisiete programas de la dependencia federal. Programas como: Prospera, Programas al Migrante, Programa de Empleo Temporal, Programa para el Desarrollo de Zonas Prioritarias, 70 y más, Liconsa, Programa de Rescate de Espacios Públicos, Comedores Comunitarios, entre otros programas; cerca del 22.0 % de la población se encuentra afiliada a uno de estos programas sociales.
En 2010 en Pachuca, cerca de 8000 viviendas fueron calificadas por la Secretaría Desarrollo Social de “hogares pobres”. De acuerdo a esta información, son 31 los barrios y colonias que presentan casos de rezago social, pobreza y marginación entre los que se encuentran: El Bordo, Camelia, San Miguel Cerezo, El Huixmí, Pitahayas, Santiago Tlapacoya, Santa Gertrudis, Los Arcos, San Pedro, Ampliación San Antonio, Las Campanitas y Barrio del Judío.

### Población Económicamente Activa (PEA)
De acuerdo con cifras al año 2015 presentadas en los censos económicos del INEGI, la Población Económicamente Activa (PEA) del municipio asciende a 124 617 personas y la Población Económicamente Inactiva (PEI) es de 102 071 personas. De la PEA 121 690 se encuentra ocupada siendo el 57.0 % hombres y 43.0 % mujeres; y tan solo 2927 se encuentran desocupadas. Del personal ocupado el 0.86 % pertenece al sector primario, el 17.51 % pertenece al sector secundario, el 80.12 % pertenece al sector terciario y 1.51% no especificaron.

## Principales sectores de actividad económica

### Actividades primarias

#### Agricultura

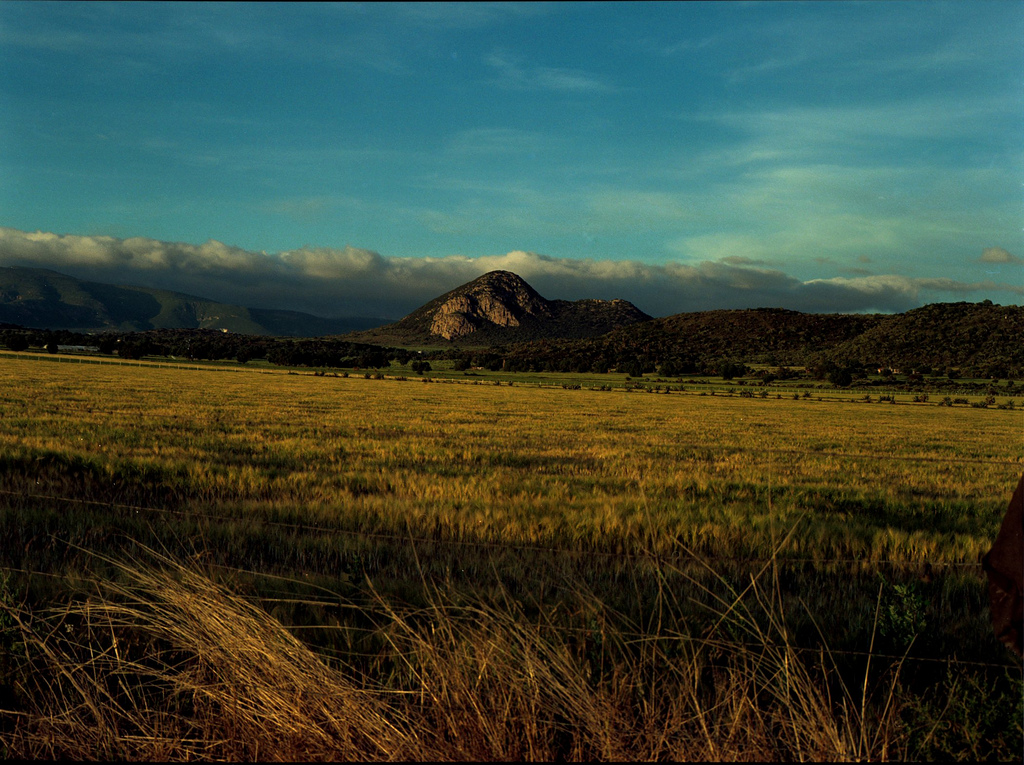
Sembradío de cebada en los límites municipales de Pachuca de Soto y Mineral de la Reforma.

A pesar de que la agricultura no es una actividad que tenga un gran aporte a la producción total, no deja de estar presente su valor productivo, solo existen ocho unidades rurales entre ejidos y comunidades agrarias estos son Ejido de Venta prieta, Ejido El Cerezo, Ejido El Desmonte, Ejido Huximi, Ejido Matilde, Ejido Santiago Tlapacoya, Ejido Santa Julia y Ejido Aquiles Serdan.
La agricultura en Pachuca de Soto no es una actividad que contribuya en gran medida al volumen y valor de la producción agrícola estatal. Durante el año agrícola 2010, en Pachuca de Soto fueron sembradas 3954 hectáreas, cifra que representa el 0.68 % de la superficie sembrada a nivel estatal.
Cuenta con una superficie agrícola de 7088 hectáreas, y solo se trabaja alrededor del 60 % que es principalmente tierra de labor. En la mayoría de las tierras que son trabajadas, prevalecen las tierras de temporal, ya que los agricultores sufren la falta de fuentes de abastecimiento de riego y entre sus cultivos, básicamente cíclicos, se encuentran el maíz, frijol, cebada, trigo, nopal, tuna, alfalfa y maguey.
La cebada es el producto que más se cultiva, ya que del total de tierras de uso agrícola, el 37 % se usa para el cultivo de dicho producto. Del total de terratenientes, solo el 40 % aproximadamente goza de acceso al crédito, uso de tecnología, uso de semilla mejorada, pesticidas y asistencia técnica especializada.

#### Ganadería
En el municipio de Pachuca de Soto no se observa una participación muy dinámica del sector ganadero, pero sin embargo, tiene una fuerte producción de cabezas de ovino, seguido de la producción de aves y ganado bovino.  Con respecto al total estatal, tiene una participación en valor del 0.3 %, equivalente a poco más de once millones de pesos.
El Ayuntamiento de Pachuca cuenta con un rastro municipal, que tiene como objetivo vender carne de primera y controlar la sanidad y venta de estos productos. Además existen algunos lugares, que se dedican a la crianza de puercos, cabras, guajolotes, etc.
El 15 de abril de 2008 el Rastro Municipal de Pachuca, fue clausurado debido a que la Comisión Federal para la Protección contra Riesgos Sanitarios (Cofepris) detectó vestigios de clembuterol en la carne de res expedida en este lugar, a partir de este día se realizará el sacrificio de ganado en el Rastro Municipal de Tizayuca.
En mayo de 2008 la Asamblea de Pachuca avaló su reapertura, a través de un comodato de 12 meses, para dejar en manos de un grupo de introductores la administración del centro de matanza. En el rastro se sacrifican 50 reses y 50 cerdos al día, con lo que se abastece a Pachuca y municipios vecinos.
En junio de 2017.- La asamblea municipal de Pachuca aprobó la concesión del rastro metropolitano tipo TIF a Cárnicos de la zona metropolitana de Pachuca Sociedad de Producción Rural de Responsabilidad Limitada, sin previa licitación, por un periodo de año y medio.

#### Minería

##### Historia minera de Pachuca
En la Sierra de Pachuca se han encontrado minas de obsidiana verde y puntas de flecha, así como raspadores de ese material asociados a restos de mamut, que según estimaciones, proceden de 12000 a. C.
El descubrimiento de las minas en la región fue realizado el 29 de abril de 1552 por Alonso Rodríguez de Salgado, mayoral de una estancia de ganado menor; quien hizo el descubrimiento, cuando andando pastando en las laderas de los cerros. El desarrollo minero dio comienzo en 1555, en la hacienda de la Purísima Concepción, cuando Bartolomé de Medina inventó el sistema de amalgamación para el beneficio de los minerales.
En el siglo XVIII, la visión de Pedro Romero de Terreros, hizo resurgir el mineral de Mineral del Monte y Pachuca, al encontrar nuevas y ricas vetas que dieron a Pachuca un auge extraordinario. Durante ese periodo construiría las haciendas de San Miguel Regla, Santa María Regla y San Antonio Regla todas ubicadas en el municipio de Huasca de Ocampo. En 1766 Pedro Romero de Terreros pretendió suprimir el partido y los jornales y aumentar al doble las cargas de trabajo. El 28 de julio los mineros de la veta Vizcaína presentaron, ante los oficiales reales de la Real Caja de Pachuca, un pliego petitorio cuya primera y mayor demanda era la restitución íntegra de estos pagos.
El 15 de agosto de 1766 se lanzaron a la huelga, durante esta protesta liberan a los presos de la cárcel, dan muerte al Alcalde Mayor José Ramón de Coca; y Romero de Terreros salva su vida al lograr huir a sus haciendas de Huasca de Ocampo. Los barreteros se tranquilizaron cuando el sacerdote José Rodríguez Díaz, ordenó que saliera el “Santísimo” en peregrinación por las minas, para apaciguar el tumulto.
Al inicio de la Independencia de México las minas fueron abandonadas. De 1824 a 1906 Pachuca y Mineral del Monte tuvieron un periodo de asociación con Cornualles, Inglaterra, la comunidad córnica e inglesa se estableció a lo largo del siglo XIX, disminuyendo solamente durante la primera mitad del siglo XX; El 16 de agosto de 1824 fue firmado en Londres, Inglaterra; el protocolo de venta de las minas de Pachuca y Mineral del Monte. En 1848 se crea la Compañía Real del Monte y Pachuca (CRDMyP) con capital norteamericano y mexicano.
Después de la Revolución mexicana la historia de la ciudad, está ligada a la minería; siendo dividida en tres períodos: el primero de 1920-1940, que oscila entre el estancamiento y la decadencia; el segundo de 1940-1965 que se mueve entre la decadencia y el repunte; debido a los altos costos de la extracción y el beneficio, por una parte, así como la baja de su precio en el mercado, debido a los importantes gastos de la Segunda Guerra Mundial; obligó en 1947, a la empresa norteamericana dueña de la Compañía Real del Monte y Pachuca, a vender todas sus propiedades y enseres al Estado Mexicano, quien realiza la operación a través de Nacional Financiera.
Para el período entre 1965-1990 que tuvo como característica el crecimiento minero. Después del año 2000 cada vez va en pique la actividad de este rubro. Esto generó el cierre de las minas en este distrito: El Álamo, en 1974: La Purísima, en 1996; San Juan Pachuca y La Rica en 2005; dejando con la extracción de oro y plata a la Hacienda de Beneficio de Loreto. En 2011 las minas de San Juan Pachuca y de El Rosario fueron reabiertas.

##### Producción
Geológicamente pertenece a la subprovincia del Eje Neovolcánico, su formación es de origen ígneo extrusivo formado en la era cenozoica en el periodo terciario, época de oligoceno o mioceno y probablemente pleistoceno con una edad aproximada de entre 25 y 5 millones de años. Dentro de su territorio se han dado yacimientos geológicos caracterizados por tener valores ricos en plata, oro, metales básicos y yacimientos de tipo volcánico y material pétreo.
Existen vetas ubicadas al norte, con longitudes promedio de 2.5 km; en relación con bancos de material volcánico o material pétreo se ubican al centro del municipio yacimientos caracterizados por brindar materia prima a los procesos de la industria cementera y de la construcción. El distrito minero se localiza al norte de la cuenca de México, en la Sierra de Pachuca, en la provincia metalogenética denominada Eje Neovolcánico, lo cual explica la presencia de depósitos polimetálicos de plata, plomo, zinc, cobre y oro, este distrito se divide en dos áreas: Pachuca y Mineral del Monte.
El distrito minero se localiza al norte de la cuenca de México, en la Sierra de Pachuca, en la provincia metalogenética denominada Eje Neovolcánico, lo cual explica la presencia de depósitos polimetálicos de plata, plomo, zinc, cobre y oro, este distrito se divide en dos áreas: Pachuca y Real del Monte. a ciudad aporta más del 60 % de la producción total de oro al estado y el 50 % de la producción de plata.
Actualmente, en el Municipio de Real del Monte se encuentra la Compañía Real del Monte y Pachuca S.A. y la Minera y Metalúrgica San Miguel, de las cuales destacan las torres y los arcos que dan acceso a las minas más importantes del estado las cuales son: la Purísima, la Dificultad y la Dolores.
En la mina La Rica y La Purísima, se produce la plata, el plomo, el zinc y el cobre. En lo que se refiere a la mina la Purísima (ampliación del desierto), se produce el cobre, el plomo, el zinc y el cadmio. La mina la Dificultad produce los minerales metálicos siguientes: el oro, la plata, el plomo, el zinc y el cobre.
También podemos mencionar a los minerales no metálicos, que pertenecen a la región minera Pachuca-Atotonilco-Actopan, la cual representa una mineralización de arcillas, arena silica, cantera y agregados pétreos, por lo que el potencial minero en este municipio es principalmente de arcillas, arena silica, canteras, agregados pétreos, obsidiana, tezontle piedra pómez y material feldespático.

### Actividades secundarias

#### Industria
En su mayoría, las áreas fabriles se localizan en el sector sureste de la ciudad y el nivel de inversiones son en su mayoría de capitales del mismo municipio. Para el año de 1993, Pachuca contaba con 816 unidades económicas, desde talleres pequeños o artesanales, hasta empresas manufactureras.  La industria manufacturera es la segunda actividad económica más importante del municipio, después del comercio.
En la zona metropolitana de Pachuca, principalmente en Mineral de la Reforma, se localizan dos zonas industriales. El Parque Industrial La Reforma con 34.95 ha y el Parque Industrial Metropolitano, que se construyó con inversión de 24,3 millones de pesos, y una superficie de 49,38 ha.
En 2015 el municipio de Pachuca, cuenta con 1253 unidades económicas de manufactura con un personal ocupado de 7361 personas. También cuenta con 111,488 usuarios de energía eléctrica, de los cuales 16 266 son para uso industrial y de servicios.
La compañía Santa Clara Productos Lácteos fue fundada en Pachuca en 1924 con un pequeño hato de 17 vacas criollas y en 2012 está clasificada entre los primeros 5 grupos lecheros mexicanos, fabricante de leche, yogur, crema, helados, quesos y café. Procesa más de 200 000 litros de leche diarios, de los cuales 75 % se destina a la leche y el restante 25 % sirve para la producción de helados, yogur y quesos. Cuenta con una planta de procesamiento en Pachuca y 167 tiendas en todo México. En 2012 Jugos del Valle, integrada por The Coca-Cola Company y ocho socios embotelladores, anunciaron la adquisición de Santa Clara.

### Actividades terciarias

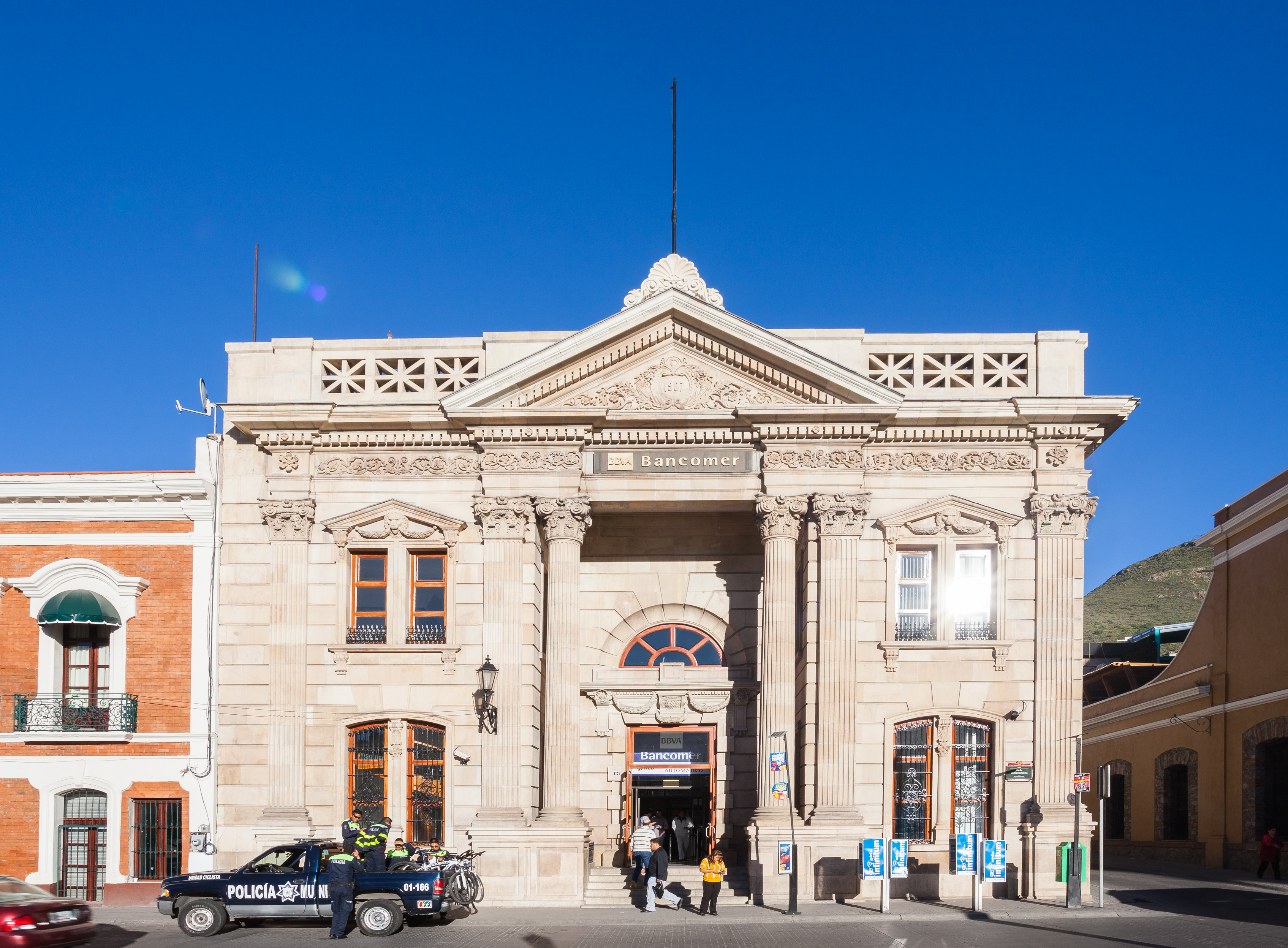
Edificio Bancomer inaugurado en 1902, primero fue ocupado por el Banco Mercantil y posteriormente el Banco de Hidalgo, y desde 1943 alberga una sucursal bancaria de BBVA Bancomer.

#### Inversión y negocios
En Pachuca de Soto existe un total de 61 sucursales bancarias de Banamex (13), BBVA (7), Santander (7), Banco Azteca (6), Scotiabank (6), HSBC (5), Banorte (4), otras (13). Pachuca de Soto cuenta también con oficinas de banca de desarrollo, las cuales corresponden a Banobras, Bancomext y Bansefi con dos oficinas. La Bolsa Mexicana de Valores cuenta con instalaciones propias en la ciudad de Pachuca, en las que se realiza permanentemente el respaldo de la operación bursátil, mediante procesos de replicación, simulacros de contingencias con diferentes grados de complejidad y desarrollo de sistemas.
El saldo de recursos captados por la banca comercial al 31 de diciembre de 2010 fue de 13 832.02 millones de pesos, que representa el 52,5% con respecto del total estatal. Pachuca de Soto cuenta también con oficinas de banca de desarrollo, las cuales corresponden a Banobras, Bancomext y Bansefi con dos oficinas.
Según el informe Doing Business 2013, publicado por el Banco Mundial (BM) y la Corporación Financiera Internacional (CFI), que clasifica a las economías por su facilidad para hacer negocios, Pachuca ocupa el undécimo lugar en México. Al desagregar este indicador, Pachuca ocupa el undécimo lugar para apertura de un negocio, el decimosexto respecto al manejo de permisos de construcción, el decimocuarto en registro de propiedades y el décimo en cumplimiento de contratos.

#### Comercio
El comercio es la principal actividad económica siendo un sector de gran importancia por la derrama económica que deja al municipio, ya que da cabida a un gran número de personas dentro de diferentes ramas del mismo sector. Algunas empresas de en la ciudad para venta de autos son: Ford, General Motors, Nissan, Dodge, Chrysler y Jeep.

##### Mercados y tianguis

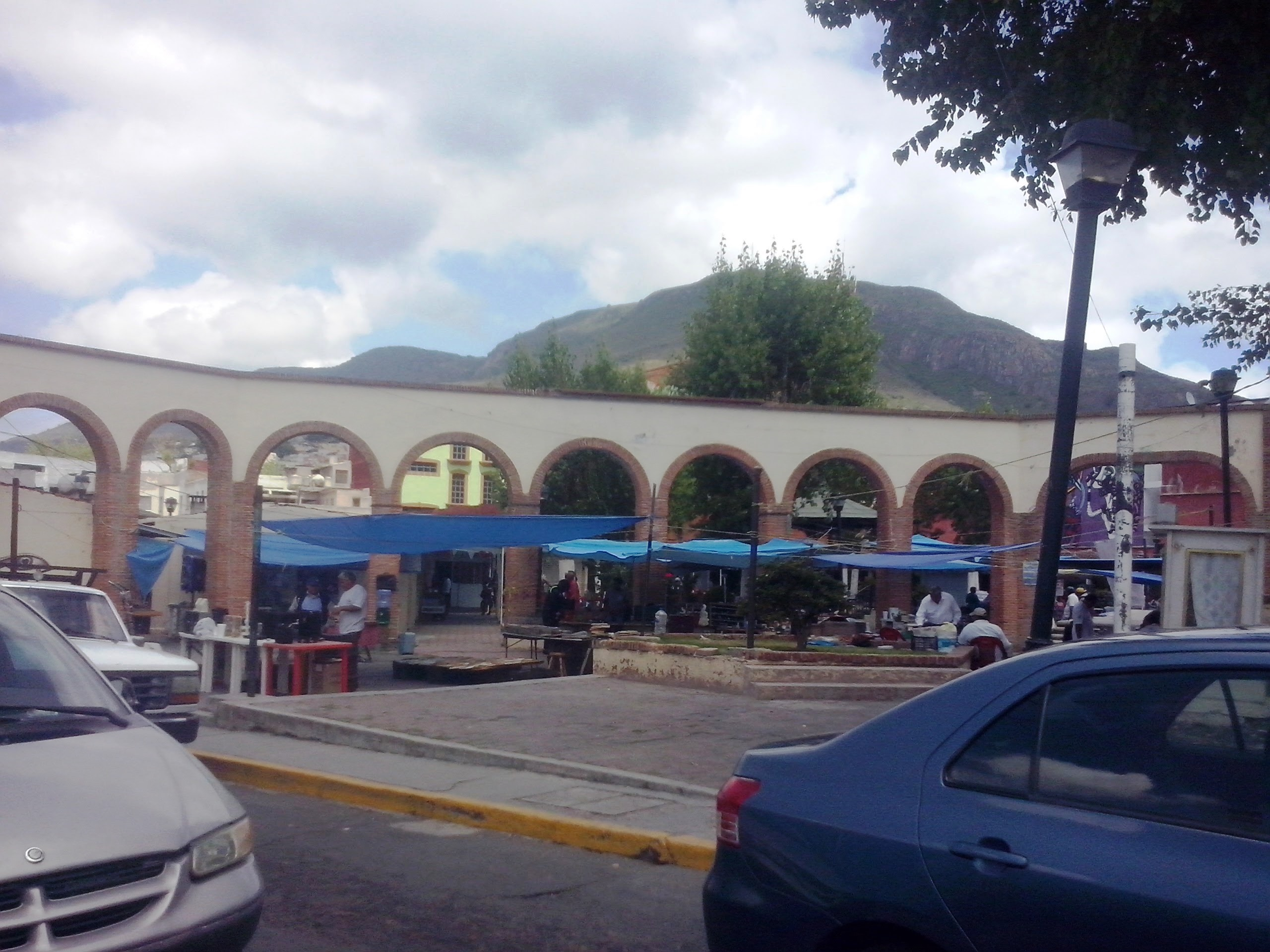
Mercado El Parian.

Dos mercados existían en el Pachuca de mediados del siglo XIX; uno ubicado al oriente de la Plaza de La Constitución, llamado hasta el 1886, "Explanada de Mercaderes". El segundo se ubicaba en una pequeña explanada al poniente del río de las Avenidas, frente a la Parroquia de la Asunción. Estos dos sitios abastecían a la pequeña población pachuqueña, que en 1850 era de apenas unos cuatro o cinco mil habitantes.
El 16 de septiembre de 1927 se inauguró el Mercado de Barreteros. El 21 de marzo de 1934 se inaugura el Mercado Benito Juárez, que en 1987 se trasladó a su nueva sede en la calle de Venustiano Carranza, casi frente al edificio de la Cajas Reales. En 1972 se construye el Mercado Revolución, el Guzmán Mayer en 1974, la ampliación del Mercado de la Colonia Morelos en 1975, de la remodelación del Benito Juárez en 1985.
La ciudad cuenta con una Central de Abastos construida en 1980, siendo uno de los principales centros de comercio de Hidalgo. El Mercados Miguel Hidalgo también conocido como "La Fayuca" inaugurado en 1993. En Pachuca existen once mercados públicos entre los que destacan los mercados Miguel Hidalgo (La Fayuca), 1º de mayo, Benito Juárez, Revolución, El Parián, Barreteros, Guzmán Mayer, colonia Morelos y el Sonorita.
En la ciudad se instalan tianguis distintos días en las colonias Piracantos, Villas de Pachuca, San Cayetano, Plutarco Elías Calles, El Palmar, El Parían, Fernández de Lizardi, La Raza, Juan C. Doria, El Tezontle, ISSSTE y Venta Prieta. En su zona metropolitana los tianguis registrados son: Los Tuzos, 11 de julio, Forjadores, La Calera, El Chacón, Azoyatla, Pachuquilla y La Providencia. Los días sábado en el Jardín del Arte se instala un tianguis de objetos usados.

##### Centros comerciales
En 1980 se inaugura la Plaza de las Américas, que albergó a la primera tienda de autoservicio que fuera Supermercados Gigante. Después se construyó Perisur con la tienda Comercial Mexicana en 1991; subsecuentemente la Plaza Bella con los almacenes de Aurrerá en 1992. Pachuca y su zona metropolitana cuentan con: tiendas Aurrerá (Bodega Aurrera y Mi Bodega Aurrerá); tiendas Mercado Soriana; tiendas Sam's Club; y una tienda Walmart. Los centros comerciales más grandes e importantes de la ciudad son:
- Galerías Pachuca (Fashion Mall): Es el centro comercial más grande y moderno; tanto de la ciudad y del estado de Hidalgo. Se encuentra ubicado en la Avenida Felipe Ángeles y Camino Real de la Plata, dentro de la Zona Plateada. Sus tiendas ancla son Liverpool, C&A y Zara, también cuenta con tiendas como: Dockers, Aldo Conti, Levi's, RadioShack, restaurantes como Starbucks, McDonald's, Vips, KFC, Subway, Domino's Pizza, Taco Bell, Helados Santa Clara, The Italian Coffe y salas de cine de Cinépolis.
- Gran Patio Pachuca (Town Center): Ubicado en el Bulevar Luis Donaldo Colosio y Bulevar Revolución de 1910. Cuenta con tiendas de prestigio, boutiques, restaurantes y zona de esparcimiento así como salas de cine Cinemex. Sus tiendas ancla son tiendas departamentales como Walmart, Suburbia, Office Depot y Coppel, así como restaurantes como Peter Piper Pizza, Helados Santa Clara, y Vips.
- Plaza Bella Pachuca (Power Center): Ubicado en Avenida Everardo Marquéz y Avenida Revolución. Cuenta con tiendas de prestigio, salas de cine Cinépolis, restaurantes como Vips y su tienda ancla es Bodega Aurrera.
- Plaza del Valle (Power Center): Ubicado en Luis Donaldo Colosio y Bulevar Nuevo Hidalgo, cuya tienda base es Soriana Híper, pero también cuenta con tiendas grandes como City Club, Tok's Restaurantes, The Home Depot, OfficeMax, McDonald's, Cinemex y Coppel.
- MEGA Pachuca (Power Center): Ubicado en Bulevar Luis Donaldo Colosio al sur de la ciudad, compuesto por MEGA Soriana y Restaurante Parilla Danesa.
- Plaza Gran Sur (Power Center): Ubicado en Bulevar Nuevo Hidalgo y Calle Uxmal, al sur de Pachuca, cuya tienda ancla es Bodega Aurrera, con tiendas de prestigio, bancos y una tienda Elektra.
- Plaza Las Villas (Power Center): Ubicado en Bulevar Nuevo Hidalgo, entre Avenida Felipe Ángeles y Ferrocarril Hidalgo, cuya tienda base es Soriana Mercado, pero también cuenta con tiendas grandes como Coppel, tiendas de prestigio y cafetería Madero.
- Plaza Tutelar (Power Center): Cuenta como tienda base Soriana Mercado, acompañado con tiendas de prestigio enfocados al uso común, cuya ubicación es Bulevar Minero entre Oaxaca y Tamaulipas.
- Plaza Perisur (Power Center): Ubicado en Avenida Felipe Ángeles y Pirules. Cuenta con tiendas de prestigio basado al precio directo de fábrica, restaurante y por consiguiente, como tiendas ancla, la tienda departamental Sears, Sam's Club y una tienda china en lo que anteriormente fuera el supermercado Comercial Mexicana.
- Plaza de las Américas (Centro Comercial Común): Ubicado en Bulevar Valle de San Javier y Viaducto Río de las Avenidas. Cuenta con tiendas y locales comerciales enfocados al uso común y uso personal así como restaurantes. Donde destaca el Restaurante Café Madero y la Dulceria Cravioto.

Otros plazas comerciales de menor tamaño son:
- Tuzo Plaza (Centro Comercial Común): Tiene tiendas como Office Depot, El Globo, Domino's Pizza, HSBC, Banorte, Iusacell, Mirage y McDonald's, entre otros.
- Plaza Milenio (Power Center): Más conocido como Plaza 2000. Tiene tiendas, óptica y restaurantes como Restaurante Las Gaoneras.
- Plaza La Joya (LifeStyle Center): Sus tiendas más importantes son Sanborns, Dockers, Nextel, Levi's, Inbursa y el Hotel la Joya.
- Plaza Morelos (Centro Comercial Común): En el centro de Pachuca. Tiene tiendas de ropa, tienda de electrónica, óptica, joyería, estética y tienda de accesorios, entre otros.
- ConstruPlaza
- Plaza Pabellón Parotti

En la zona conurbada muy cerca de los límites municipales, en Mineral de la Reforma se encuentran:
- Plaza Universidad (Centro Comercial Común): Ubicado en Viaducto la Providencia al sureste de Pachuca. Cuenta con tiendas de prestigio, enfocados al uso común y personal así como restaurantes y bancos. Posee como tiendas ancla, tiendas departamentales como Bodega Aurrera, Coppel, Office Depot, Burger King y AutoZone.
- Plaza Q (Fashion Mall): Es el segundo centro comercial más grande del Estado de Hidalgo del Bulevar Luis Donaldo Colosio y Av. de la Plata. Cuenta con tiendas de prestigio, restaurantes, gimnasio, boutiques, zona de comida rápida y salas de cine Cinemex. Sus tiendas ancla son Soriana Mercado, Sears, Sanborns y Cinemex.
- Plaza Pabellón Universitario, inaugurada el 14 de marzo de 2014 ubicada en la Ciudad del Conocimiento de la UAEH, en esta plaza se tienen 21 espacios de servicios y productos como tienda de ropa, mueblería, banco, restaurante, tecnología, videojuegos, tienda de autoservicio, papelería, librería, cafetería y un área de enfermería, con una inversión de 35 263 240 pesos.[53]

#### Turismo

##### Infraestructura turística
En Pachuca se estima que el sector turístico aporta el 4.85 % del PIB. En 2015 la infraestructura turística con la que cuenta es la siguiente: 24 hoteles, cuatro moteles, una casa de huéspedes, 101 restaurantes, 18 cafeterías, y 19 bares.
Los principales atractivos turísticos de la ciudad son los edificios, monumentos y museos del centro histórico, así como los distintos centros culturales en las otras partes de la ciudad destacando el Parque David Ben Gurión. Pachuca cuenta con dieciséis museos, veintisiete construcciones de patrimonio cultural del INAH; y treinta y un construcciones religiosas que constituyen un importante atractivo turístico. En el destino de Pachuca se encuentran dos sitios de naturaleza arqueológica que no llegan a constituir zonas arqueológicas registradas por el INAH, estos sitios son: Pequeños basamentos prehispánicos ubicados al sur de la ciudad en barrio Las Palmitas y un sitio arqueológico ubicado a kilómetro y medio al norte del Panteón Municipal.
La Feria de la ciudad recibe un promedio de 750 000 a 850 000 visitantes por edición. Uno de los productos más solicitados por los turistas son los pastes. El Estadio Hidalgo es un principal atractivo turístico especialmente durante los partidos de la Primera División del Fútbol Mexicano. En la ciudad circula el "Tranvía Turístico de Pachuca", instalado en 2003 que recorre los principales atractivos del centro de la ciudad.
El Hotel Calinda que se estableció en 1987 y que hoy es Fiesta Inn, posteriormente el Hotel Excelencia Plaza en 1992, Hotel La Joya en 1993, El Hotel Camino Real a cargo del Grupo Empresarial Ángeles (antiguamente Hotel Crowne Plaza) que se estableció en 2005; y el Hotel Holiday Inn son una muestra de los hoteles en la ciudad.

## Zona Plateada

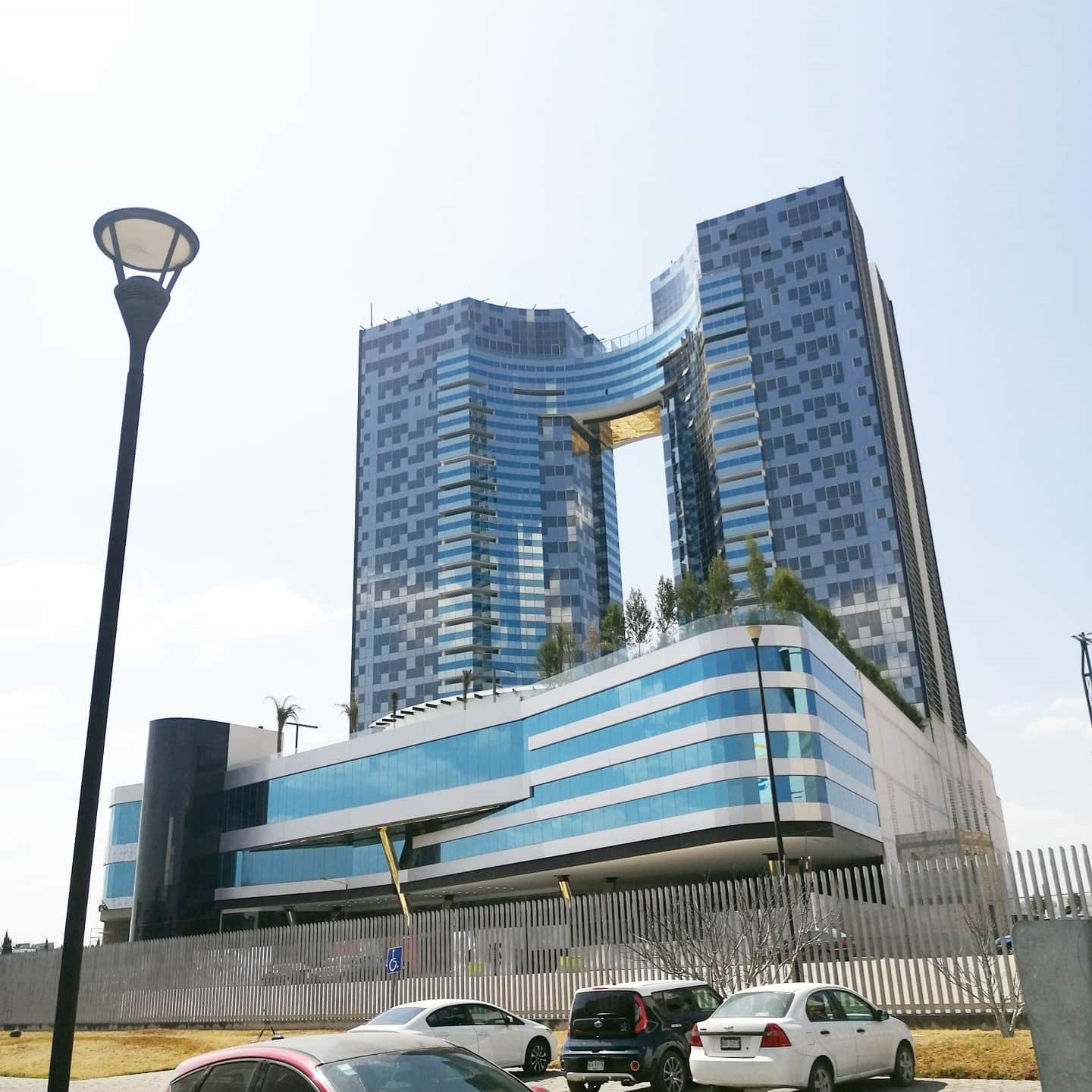
Complejo Vía Dorada en la Zona Plateada.

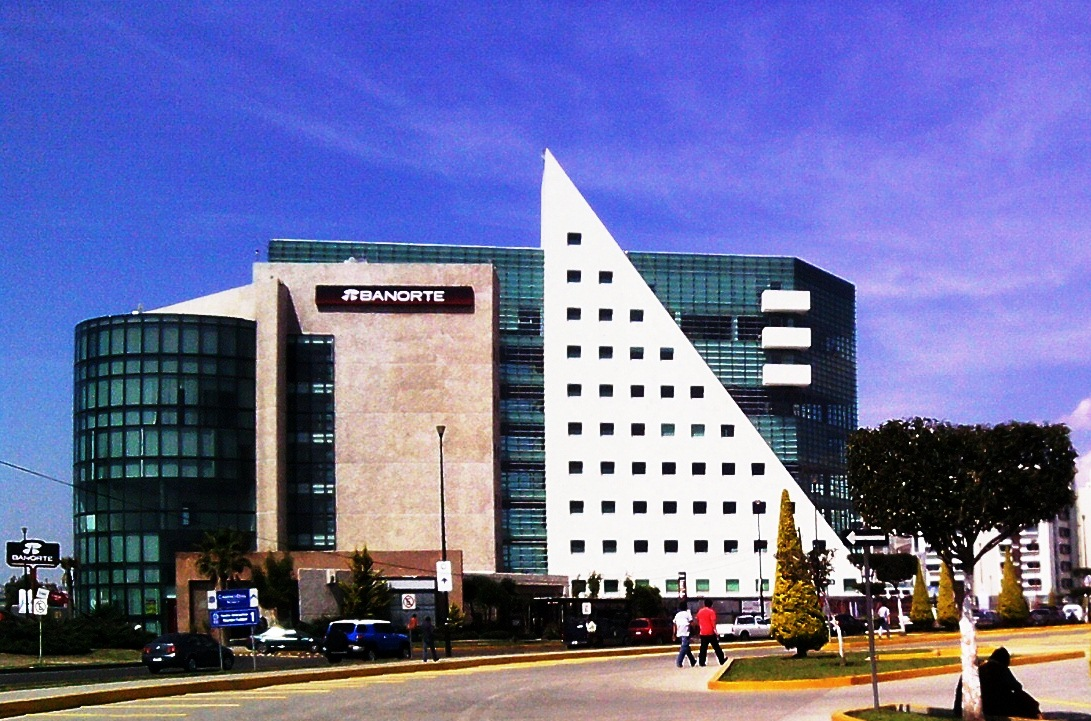
Edificio Banorte y Torre Prisma en la Zona Plateada.

En la parte sur de la ciudad, se encuentran la Zona Plateada es complejo habitacional y comercial; localizado en el antiguo ejido de Venta Prieta con unas 124 ha. En esta zona sobresale el Hotel Camino Real, que cuenta con 45 m de altura y fue terminada su construcción en el año 2005.
En esta zona también se encuentra el complejo residencial Urban Flats Platino el cual cuenta con cinco edificios de ocho pisos en un área de 8000 m². Las Torres de Plata que cuentan con 46 m de altura, su construcción inició en el año 2004 y se esperaba concluyera en el año 2007; el edificio continúa sin terminar. La Torre Prisma cuenta con 12 pisos y 53 m de altura y fue terminada su construcción en el año 2007. Finalmente se encuentra el complejo de usos mixtos Vía Dorada con 21 pisos y 81 m de altura en su Torre "A", siendo este complejo el más alto de la ciudad.
El Parque David Ben Gurión, localizado dentro de la Zona Plateada, es un parque cultural que consta de 26.30 ha donde se encuentran la Biblioteca Central del Estado Ricardo Garibay, el Tuzoforum, el Teatro Gota de Plata, el Salón de la Fama del Fútbol y el Centro Interactivo Mundo Fútbol, así como losa pictórica diseñada por Byron Gálvez Avilés titulada “Homenaje a la Mujer del Mundo”. Fue inaugurado el 13 de marzo de 2005 como resultado de una iniciativa del gobierno de Hidalgo, la comunidad judía en México y la Fundación Keren Kayemeth L'Israel.